# Dongfang Electric Corporation
Dongfang Electric Corporation (DEC) — китайская государственная компания, крупный производитель энергетического оборудования (наряду с Shanghai Electric Group и Harbin Electric Corporation входит в тройку крупнейших китайских производителей оборудования для электростанций). Основана в 1984 году, штаб-квартира и основные производственные мощности расположены в Чэнду. DEC производит 1/3 всего китайского оборудования для тепловых электростанций и 2/5 — для гидроэлектростанций.

## История
В 1958 году был основан завод Dongfang Electric Machinery, в 1984 году Дин И реорганизовал завод Dongfang Turbine и основал Dongfang Electric Corporation. В 1993 году завод Dongfang Electric Machinery был реорганизован в Dongfang Electric Machinery Company (в 1994 году компания вышла на Гонконгскую фондовую биржу, а в 1995 году — на Шанхайскую фондовую биржу).
В 2007 году Dongfang Electric Corporation объединилась с Dongfang Electric Machinery Company, а их публичные активы были реорганизованы в Dongfang Electric Corporation Limited.

## Продукция
Dongfang Electric Corporation производит оборудование для тепловых электростанций (котлы, паровые и газовые турбины, генераторы), гидроэлектростанций (турбины), атомных электростанций (реакторы и котлы, в том числе оборудование для Hualong One и CPR-1000), ветряных электростанций (ветряные генераторы и лопасти), солнечных электростанций (солнечные панели и модули), а также инверторы, контрольно-измерительные приборы, оборудование для очистки и фильтрации воды и газов, опреснительные установки, водородные топливные элементы для автотранспорта, роботы для очистки солнечных панелей.

## Структура
В состав Dongfang Electric Corporation входят: 
- Dongfang Boiler Group
- Dongfang Turbine Corporation[16]
- Dongfang Electric Machinery Company
- Dongfang Electric (Guangzhou) Heavy Machinery
- Dongfang Electric (Wuhan) Nuclear Equipment
- Dongfang Electric Wind Power
- National Research & Development Center
- DEC Limited International
- Dongfang Electric (India)
- Dongfang Electric (Indonesia)

Производственные мощности Dongfang Electric расположены в городах Чэнду, Дэян, Цзыгун, Гуанчжоу, Ухань, Тяньцзинь, Ханчжоу, Цзюцюань и Тунляо, представительства компании работают в Индии, Индонезии, Иране, Пакистане и Вьетнаме. Совместные предприятия Dongfang Electric и Orano выпускают оборудование для ветряных электростанций и насосы для атомных электростанций (Дэян).